# ヴィラ・ジュスティ休戦協定

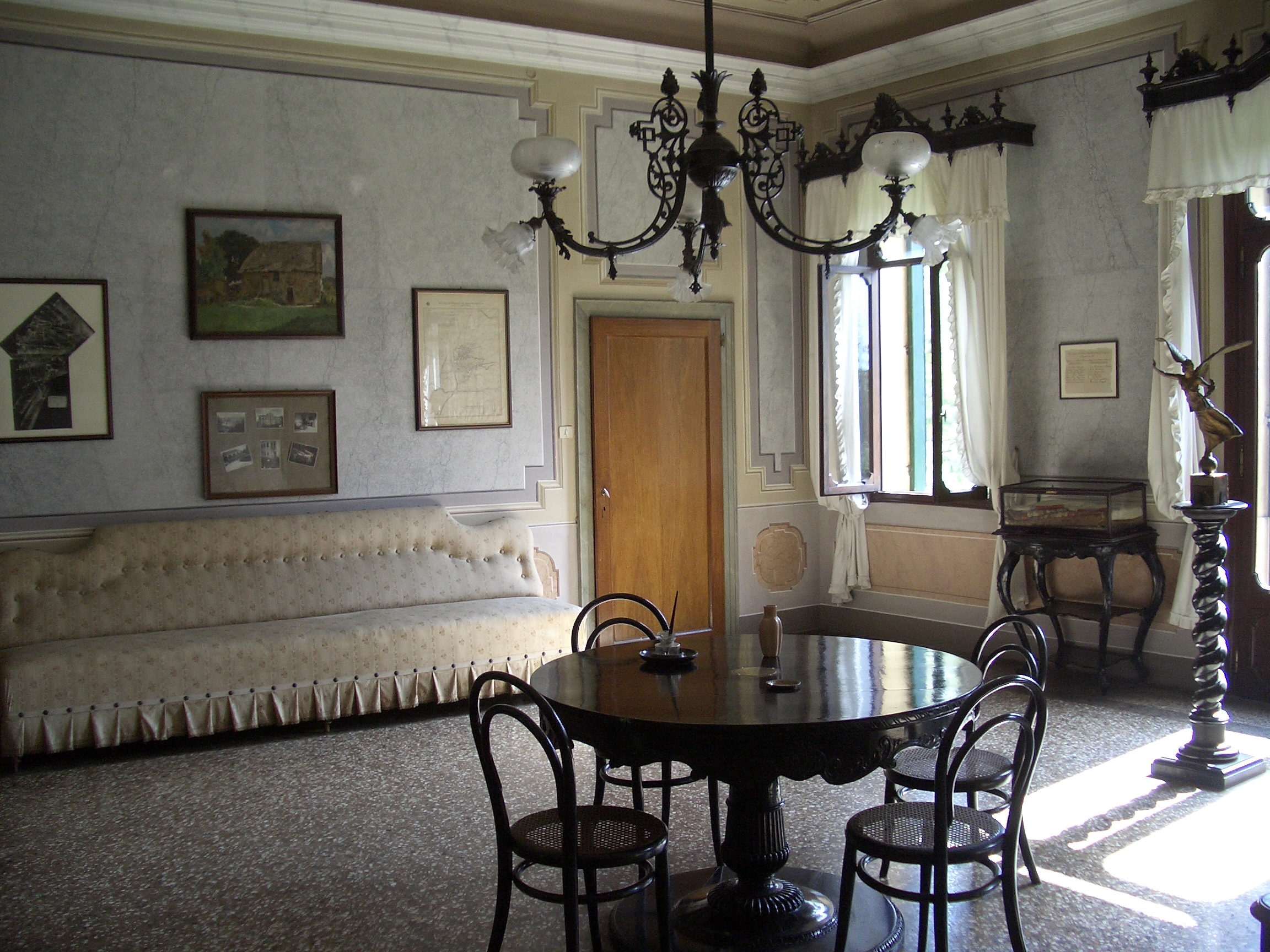
休戦協定が結ばれたテーブル（2004年撮影）

ヴィラ・ジュスティ休戦協定（ヴィラ・ジュスティきゅうせんきょうてい、イタリア語: Armistizio di Villa Giusti、ドイツ語: Waffenstillstand von Villa Giusti）は、第一次世界大戦末期の1918年11月3日、イタリア王国とオーストリア＝ハンガリー帝国の間で結ばれた休戦協定。パドヴァ郊外のヴィラ・ジュスティ (Villa Giusti) において調印され、翌11月4日に発効、イタリア戦線は停戦を迎えた。

## 協定締結まで

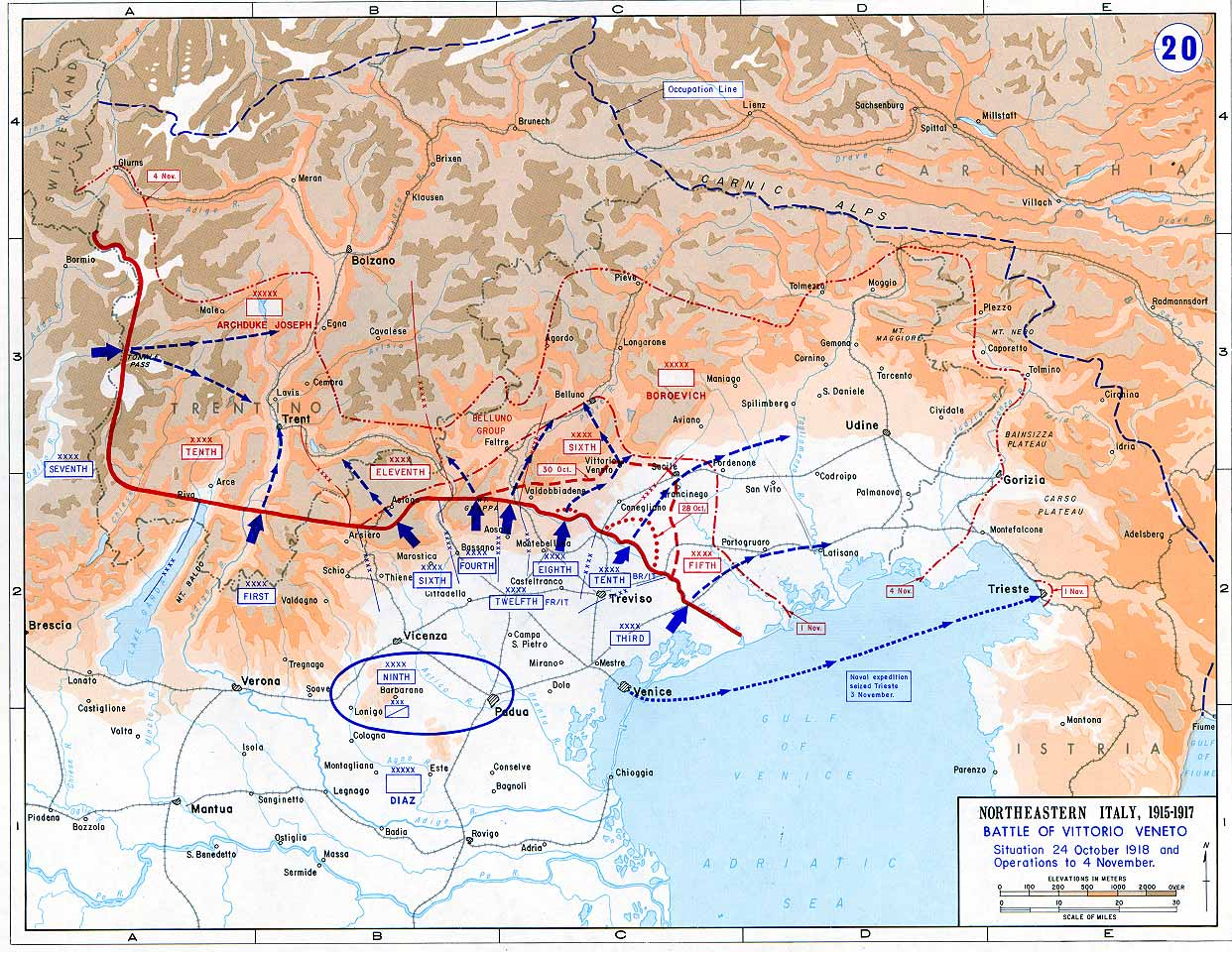
第一次世界大戦最末期のイタリア戦線（1918年10月24日-11月4日）

1918年10月23日にはじまったヴィットリオ・ヴェネトの戦いで、オーストリア＝ハンガリー帝国軍は大敗し、イタリア王国軍の攻勢を受けることとなった。これに加えて帝国国内ではチェコ人・南スラブ人・ハンガリー人が反乱を起こし、オーストリア＝ハンガリー帝国は内外の圧力によって崩壊しつつあった。
10月28日以降、オーストリア＝ハンガリー側は休戦交渉を水面下で進めていたが、イタリア側が求める正式な降伏による武装解除には二の足を踏んでいた。その間にもオーストリア＝ハンガリー軍の士気低下は続き、またイタリア軍はピアーヴェ川を越えて更にタリアメント川にまで占領地域を回復、トレント、ウーディネを占領し、トリエステにも上陸した。
11月3日、イゾンツォ川に向けた追撃を準備するイタリア側から休戦交渉の打ち切り（即ちは内乱状態である帝国本土への侵攻）を通告されたオーストリア＝ハンガリー側は、遂に降伏文書にサインすることを了承した。

## 内容
- ロンドン条約に基づいた領土割譲
- 前線での両軍停戦
- 本条約は1918年11月3日午後3時から24時間後に効力を持つ。

## 協定締結後
11月3日午後3時に結ばれたヴィラ・ジュスティ休戦協定は、24時間後となる11月4日午後3時に発効することが定められた。よって前線では両軍の戦闘の可能性が続いていた。オーストリア側代表であったヴィクトル・ウェーバー将軍は事実誤認から退却中の軍に誤って停戦命令を出し、攻勢を継続していたイタリア側に有利な行動を取ってしまった。
もっとも、既にオーストリア＝ハンガリー軍は軍隊としての体を成しておらず、停戦命令は結果に大した影響はなかったとする意見もある。イタリア側は予定通りイソンヅォ川までの領土を回収し、次いで割譲が決定していた地域に軍を進駐させた。
領土割譲はのちにパリ講和会議を経てサン＝ジェルマン講和条約（対オーストリア共和国、1919年9月10日調印）、トリアノン講和条約（対ハンガリー王国、1920年6月4日調印）で再確認され、1920年7月16日にサン＝ジェルマン条約が発効した。